# 1817 en science
| Années de la science : 1814 - 1815 - 1816 - 1817 - 1818 - 1819 - 1820    |
| Décennies de la science : 1780 - 1790 - 1800 - 1810 - 1820 - 1830 - 1840 |

Cet article présente les faits marquants de l'année 1817 en science.

## Événements
- 7 février : la Gas Light Company of Baltimore (en) fondée le 5 février 1816, installe le premier réverbère à gaz des États-Unis à Baltimore[1].
- 12 avril : lecture à l'Académie royale des sciences de Munich d'un mémoire de Joseph von Fraunhofer Sur la faculté de réfraction et de disperser les couleurs de différentes espèces de verre, relativement au perfectionnement des télescopes achromatiques[2].

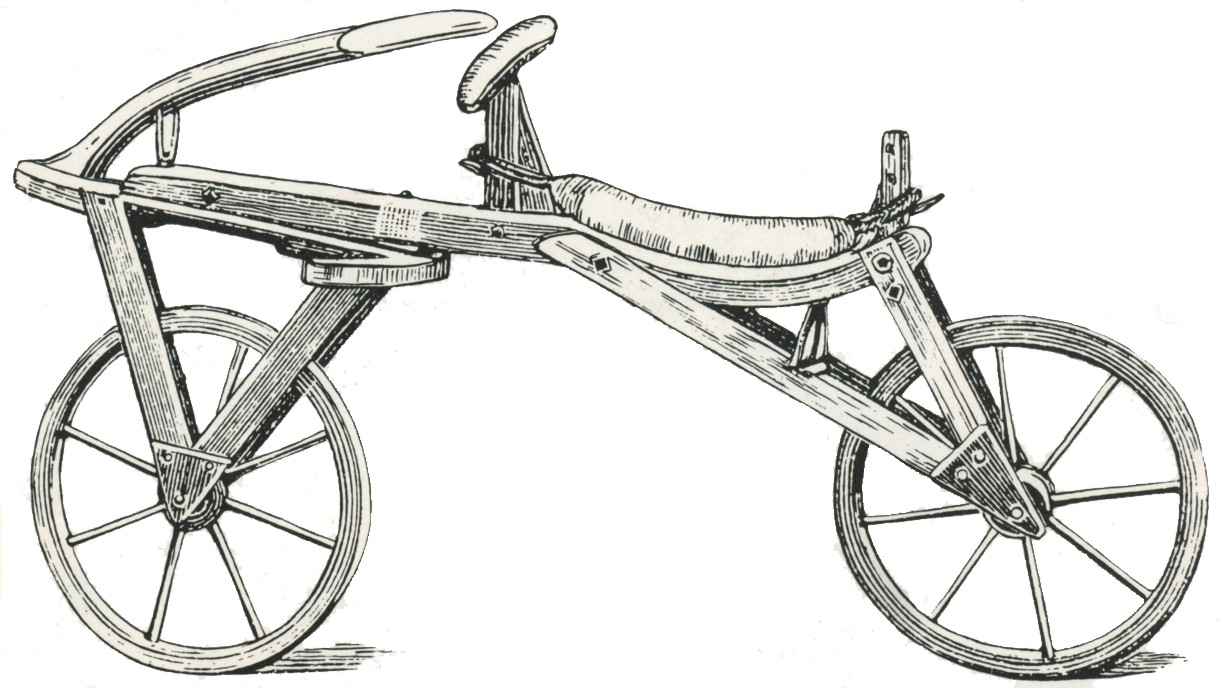
Une des premières draisienne de Karl Drais.

- 12 juin : le baron et ingénieur allemand Karl Drais présente pour la première fois à Mannheim la draisienne, un véhicule ancêtre de la bicyclette, avec lequel il parcourt 14,4 kilomètres en une heure[3].
- 10 juillet : David Brewster obtient un brevet pour le kaléidoscope[4].
- 17 novembre : Charles Delezenne  obtient l'autorisation de donner ses premiers cours publics de physique et mécanique[5] aux Écoles académiques de Lille, rue des Arts, dans une démarche précoce d'application des sciences aux arts industriels.

- Dans sa thèse en latin, Christian Heinrich von Pander énonce l'hypothèse des feuillets embryonnaires[6], réfutant par là la « théorie aristotélicienne de la préformation » et celle de l'« épigenèse » (défendue notamment par Buffon)[7].

- Les chimistes et pharmaciens français Pierre Joseph Pelletier et Joseph Caventou identifient la chlorophylle dans leur Notice sur la matière verte des feuilles chlorophylle publiée dans le Journal de Pharmacie[8].

- Le chimiste allemand Friedrich Stromeyer isole le cadmium[9].
- Le chimiste suédois Johan August Arfwedson découvre le lithium[10].
- Le chimiste suédois Jöns Jakob Berzelius découvre le sélénium[11].
- L'astronome Bohnenberger découvre l'Effet gyroscopique[12]  et l'exploite pour mettre en évidence la précession de l'axe terrestre[13].

## Publications
- Georges Cuvier : Le Règne animal, qui propose une nouvelle classification animale.
- Delambre : Histoire de l’astronomie en six volumes (1817-1827).
- Leopold Gmelin : Handbuch der anorganischen Chemie (Manuel Gmelin de chimie minérale).
- Christian Heinrich von Pander : Dissertatio inauguralis sistens Historiam Metamorphoseos quam Ovum incubatum prioribus quinque diebus subit , Würzburg.

- David Ricardo : Principe of political economy and Taxation. Il s’impose par sa théorie des rendements décroissants.

## Prix
- Médailles de la Royal Society
  - Médaille Copley : Henry Kater

## Naissances

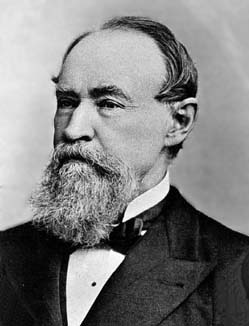
William Ferrel

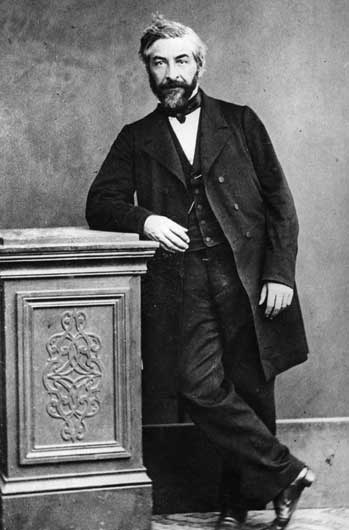
Jean Charles Galissard de Marignac

- 1er janvier : Georges Bouet (mort en 1890), peintre et archéologue français.
- 2 janvier : François Chabas (mort en 1882), égyptologue français.
- 23 janvier : Jacques Gabriel Bulliot (mort en 1902), archéologue français.
- 29 janvier : William Ferrel (mort en 1891), météorologue américain.

- 3 février : Achille Delesse (mort en 1881), géologue et minéralogiste français.
- 15 février : Robert Angus Smith (mort en 1884), chimiste écossais.
- 17 février : François Jules Hilaire Chambrelent (mort en 1893), agronome français.

- 5 mars : Austen Henry Layard (mort en 1894), voyageur, archéologue, cunéiformiste, historien de l'art et dessinateur britannique.
- 27 mars : Karl Wilhelm von Nägeli (mort en 1891), botaniste suisse.

- 7 avril :
  - Hermann von Rosenberg (mort en 1888), militaire et naturaliste d'origine allemande.
  - Francesco Selmi (mort en 1881), chimiste italien.
- 8 avril : Jules Morière (mort en 1888), naturaliste français.
- 24 avril : Jean Charles Galissard de Marignac (mort en 1894), chimiste et professeur suisse.
- 25 avril : Édouard-Léon Scott de Martinville (mort en 1879), ouvrier typographe, libraire et écrivain français, inventeur du phonautographe.

- 17 mai : Thomas Davidson (mort en 1885), paléontologue britannique.
- 21 mai : Rudolf Hermann Lotze (mort en 1881), philosophe, médecin et logicien allemand.

- 30 juin : Sir Joseph Dalton Hooker (mort en  1911), explorateur et botaniste britannique.

- 6 juillet : Rudolph Albert von Kölliker (mort en 1905), médecin et biologiste suisse.
- 12 juillet :  Paul Desains (mort en 1885), physicien français.
- 29 juillet : Wilhelm Griesinger (mort en 1868), psychiatre allemand.

- 1er août : Joseph Henry Gilbert (mort en 1901), chimiste et agronome britannique.

- 10 septembre : Richard Spruce (mort en 1893), médecin et naturaliste britannique.

- 17 octobre : Alfred Des Cloizeaux (mort en 1897), minéralogiste français.
- 24 octobre : Hippolyte Mège-Mouriès (mort en 1880), chimiste français.
- 30 octobre : Hermann Franz Moritz Kopp (mort en 1892), chimiste et historien allemand.

- 17 novembre : Osmond Fisher (mort en 1914), géologue britannique.
- 26 novembre : Charles Adolphe Wurtz (mort en 1884), chimiste français.

- 7 décembre : William Allen Miller (mort en 1870), chimiste britannique.
- 19 décembre : Heinrich Fischer (mort en 1886), zoologiste et minéralogiste allemand.

- Frederick McCoy (mort en 1899), paléontologue britannique.

## Décès

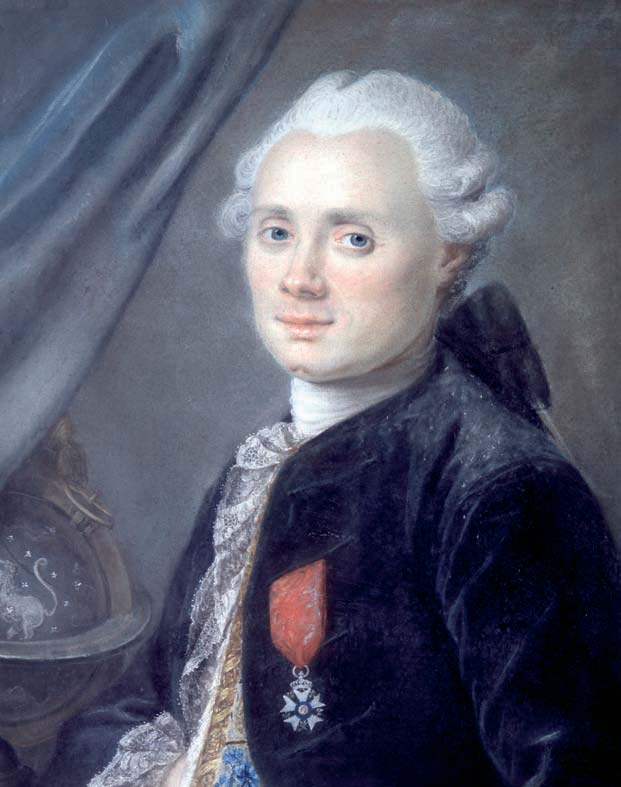
Charles Messier

- 1er janvier : Martin Heinrich Klaproth (né en 1743), chimiste allemand.

- 5 avril : Alexis-Marie de Rochon (né en 1741), astronome et voyageur français.
- 12 avril : Charles Messier (né en 1730), astronome français.
- 11 juin : William Gregor (né en 1761), minéralogiste britannique, découvreur du titane.
- 30 juin : Abraham Gottlob Werner (né en 1749 ou 1750), géologue et minéralogiste allemand.

- 1er juillet : Jean-Claude Delamétherie (né en 1743), naturaliste, minéralogiste, géologue et paléontologue français.

- 7 août : Pierre Samuel du Pont de Nemours (né en 1739), industriel et économiste.

- 15 octobre : Jean Louis Burckhardt (né en 1784), explorateur et orientaliste suisse.
- 24 octobre : Nikolaus Joseph von Jacquin (né en 1727), botaniste néerlandais.
- 5 novembre : Karl Haller von Hallerstein (né en 1774), archéologue allemand.
- 7 novembre : Jean-André Deluc (né en 1727), naturaliste suisse.
- 13 décembre : Pál Kitaibel (né en 1757), botaniste et chimiste hongrois.